# ستانلي فرانكس
ستانلي فرانكس (بالإنجليزية: Stanley Franks)‏ هو لاعب كرة القدم الكندية أمريكي، ولد في 7 يوليو 1986 في لونغ بيتش في الولايات المتحدة.